# Пайне (місто, Німеччина)
Пайне (нім. Peine) — місто в Німеччині, розташоване в землі Нижня Саксонія. Районний центр однойменного району.
Площа — 119,51 км2. Населення становить 50 461 ос. (станом на 31 грудня 2021).